# Maechidius conspicuus
Maechidius conspicuus är en skalbaggsart som beskrevs av Lea 1917. Maechidius conspicuus ingår i släktet Maechidius och familjen Melolonthidae. Inga underarter finns listade i Catalogue of Life.